# Episodi di Happy Town
La prima ed unica stagione della serie televisiva Happy Town è composta da 8 episodi: i primi sei sono stati trasmessi negli Stati Uniti dal 28 aprile al 16 giugno 2010 su ABC, mentre gli ultimi due sono stati pubblicati sul sito ufficiale della serie il 1º luglio successivo.
In Italia la serie è andata in onda dal 6 settembre al 4 ottobre 2010 su Fox e in chiaro su Rai 2 dal 13 giugno al 4 luglio 2011.
| nº | Titolo originale                       | Titolo italiano                   | Prima TV USA   | Prima TV Italia   |
| -- | -------------------------------------- | --------------------------------- | -------------- | ----------------- |
| 1  | In This Home on Ice                    | L'uomo magico                     | 28 aprile 2010 | 6 settembre 2010  |
| 2  | I Came to Haplin for the Waters        | Il nuovo sceriffo                 | 5 maggio 2010  | 6 settembre 2010  |
| 3  | Polly Wants a Crack at Her             | L'uccello dalle ali di fuoco      | 12 maggio 2010 | 13 settembre 2010 |
| 4  | Slight of Hand                         | Gioco di prestigio                | 2 giugno 2010  | 13 settembre 2010 |
| 5  | This Is Why We Stay                    | È per questo che restiamo         | 9 giugno 2010  | 20 settembre 2010 |
| 6  | Questions and Antlers                  | Ricercato: vivo o morto           | 16 giugno 2010 | 20 settembre 2010 |
| 7  | Dallas Alice Doesn't Live Here Anymore | La Dallas Alice non abita più qui | 1º luglio 2010 | 27 settembre 2010 |
| 8  | Blame It on Rio Bravo                  | Coccodrilli al ballo              | 1º luglio 2010 | 4 ottobre 2010    |

## L'uomo magico
- Titolo originale: In This Home on Ice
- Diretto da: Gary Fleder
- Scritto da: Josh Appelbaum, André Nemec, Scott Rosenberg

### Trama
Nella tranquilla e ridente cittadina di Haplin, definita per l'appunto Happy Town, si trasferisce una nuova ragazza Henley con l'intenzione di aprire un negozio di candele con l'eredità avuta dalla morte della madre. Nella cittadina non avvengono crimini efferati da 5 anni, dall'ultima volta che Magic Man ha fatto scomparire la piccola Haplin di 8 anni, figlia del proprietario della grande fabbrica di pane sopra la collina. Viene però ritrovato in un capanno sul lago ancora ghiacciato, il corpo del guardone della città, il signor F. con un buco in fronte, opera di un misterioso assassino.
Cominciano le indagini che portano lo sceriffo Conroy di Haplin e suo figlio a recarsi dai fratelli Stivaletto. Lo sceriffo mentre si trova con il figlio Tommy comincia a parlare di una misteriosa Chloe ma alla domanda del figlio su chi sia questa donna, per più volte, lo sceriffo non saprà rispondere, sembrando anche in trance. Nel frattempo continua la storia della giovane Henley che va a vivere momentaneamente in una pensione gestita da una anziana signora che le vieta di salire al 3º piano e dove tra gli affittuari è presente un particolare signore, Merritt Grieves, che gestisce un negozio di vecchi articoli cinematografici.

## Il nuovo sceriffo
- Titolo originale: I Came to Haplin for the Waters
- Diretto da: Gary Fleder
- Scritto da: Josh Appelbaum, André Nemec, Scott Rosenberg

### Trama
Lo sceriffo Griffin si amputa una mano con un'ascia e continua a delirare e a fare il nome della misteriosa Chloe che altri non che è la nuova arrivata di Haplin: Henley, che sembra nascondere qualcosa. Il figlio di Griffin diventa il nuovo sceriffo della contea per desiderio della madre del signor Haplin, fondatore della città. Henley riesce a fare una copia della chiave della stanza del terzo piano. Georgia che aveva assistito all'omicidio di Jerry viene drogata da un misterioso uomo all'ospedale dove è ricoverato lo sceriffo Conroy e la porta a casa degli psicopatici fratelli Stiviletto ma la ragazza scappa. Tommy riceve la telefonata del medico della scientifica che gli comunica che la sostanza trovata di cadavere di Jerry è composta principalmente da un elemento chimico che si trova nelle acque di New York e il proprietario del ristorante della città e suo grande amico ne fa un rifornimento settimanale. Tommy va a casa sua e nel seminterrato scopre una stanza piena di ritagli di giornali sugli 8 scomparsi di Haplin: è lui l'assassino di Jerry, ma Tommy non vuole denunciarlo. Henley sale al terzo piano e trova una stanza piena di uccelli in gabbia e uno strano martello con la testa del diavolo impressa. Tommy viene affiancato da un poliziotto che si rivela essere l'uomo che ha drogato Georgia: Dan Farmer. Henley ha un incidente con la macchina e finisce fuori strada.

## L'uccello dalle ali di fuoco
- Titolo originale: Polly Wants a Crack at Her
- Diretto da: Mick Garris
- Scritto da: Davey Holmes

## Gioco di prestigio
- Titolo originale:
- Diretto da:
- Scritto da: